# Magnant
Magnant – miejscowość i gmina we Francji, w regionie Grand Est, w departamencie Aube.
Według danych na rok 1990 gminę zamieszkiwało 185 osób, a gęstość zaludnienia wynosiła 12 osób/km².

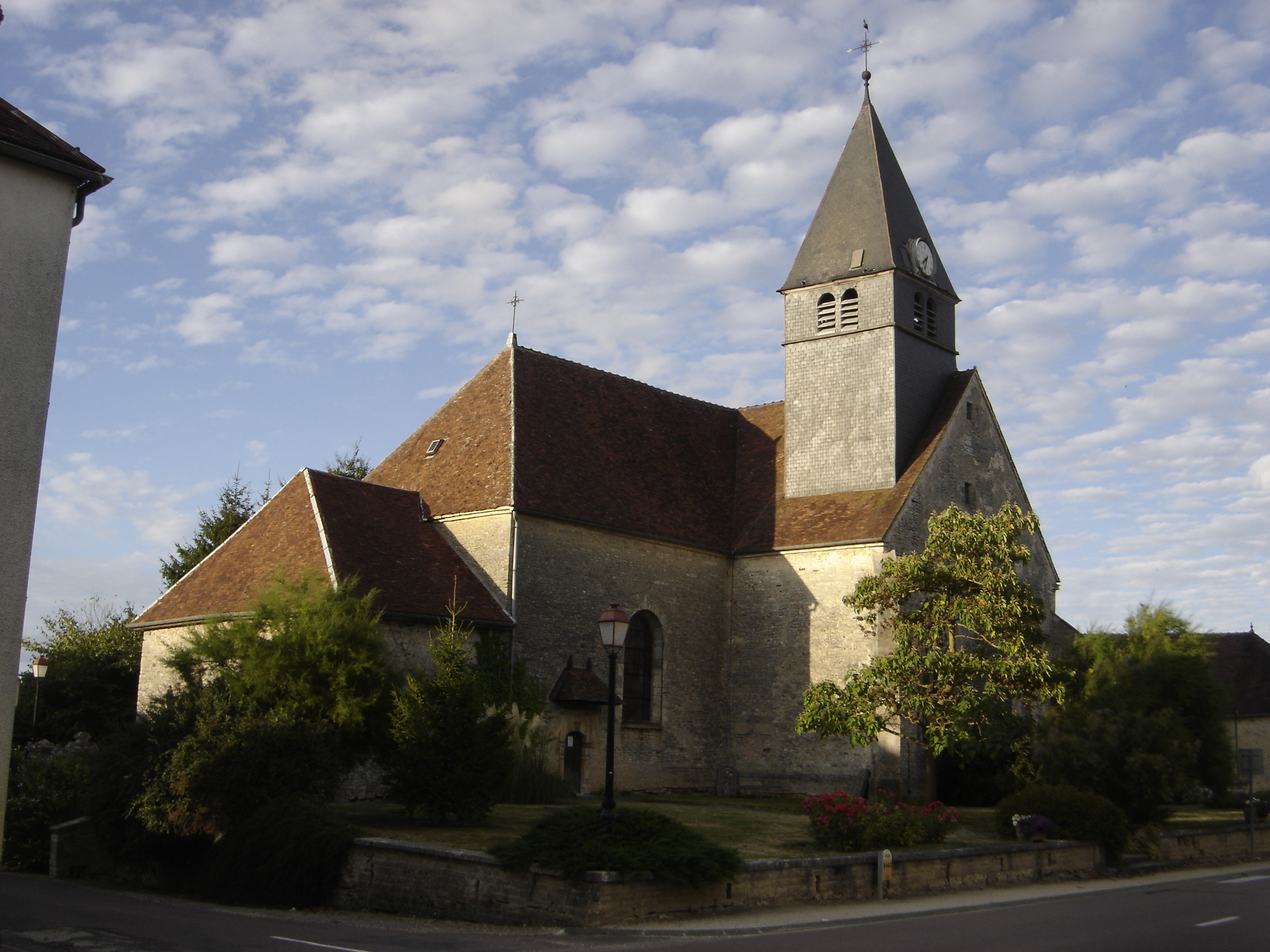
Kościół w Magnant, 2009